# Lupac (gmina)
Gmina Lupac (rum.: Lupac, chorw.: Lupak) – gmina w okręgu Caraș-Severin w zachodniej Rumunii. Według danych z 2002 roku zamieszkiwały ją 3023 osoby, z czego 2823 jej mieszkańców legitymowało się przynależnością do narodowości chorwackiej. W skład gminy wchodzą miejscowości Lupac (chorw.: Lupak), Clotocici (chorw.: Klokotič), Rafnik (chorw.: Ravnik) i Vodnic (chorw.: Vodnik).